# Simignago
Simignago, Smignach o Smignak (in croato: Zminjak) è un isolotto disabitato della Croazia situato nel mare Adriatico, vicino alla costa dalmata settentrionale, a nord di Morter. Appartiene all'arcipelago di Sebenico. Amministrativamente, assieme alle isolette circostanti, fa parte del comune Morter-Incoronate, nella regione di Sebenico e Tenin.

## Geografia
L'isolotto si trova a nord-est della punta nord-occidentale di Morter (rt Crnikovac), da cui dista 420 m, a 120 m a sud-est di Radel e a 950 m di distanza dalla costa dalmata. A est si affaccia sulla baia di Slosella (Pirovački zaljev).
Simignago ha la forma di un ferro di cavallo con un'insenatura rivolta a sud-ovest (uvala Zmišćina) e ripara a nord-est quel tratto di mare tra Radel e punta Crnikovac, adatto all'ancoraggio, denominato porto Simignago. Ha una superficie di 0,229 km², uno sviluppo costiero di 2,5 km e un'altezza di 32 m;

### Isole adiacenti
- Oliveto[9] o Maslignak[5][7] o  (Maslinjak), scoglio lungo circa 220 m[2] situato circa 1,2 km a ovest; ha una superficie di 0,015 km²[1] e uno sviluppo costiero di 0,5 km[1] 43°50′13″N 15°33′17″E.
- Vinik Grande (Vinik Veliki), isolotto a sud, a 180 m[2], nella valle Gramina[10][11] (uvala Hramina).
- Teglina (Tegina), a est a 530 m[2] di distanza.
- Scoglio Spliciaz, circa 2 km[2] a est, vicino alla costa dalmata.

### Cartografia
- (HR) Mappa topografica della Croazia 1:25000, su preglednik.arkod.hr. URL consultato il 9 agosto 2017.
- G. Giani, Carta prospettiva delle Comuni censuarie della Dalmazia, foglio 6, 1839. Fondo Miscellanea cartografica catastale, Archivio di Stato di Trieste.
- Carta di cabottaggio del mare Adriatico, foglio VII, Milano, Istituto geografico militare, 1822-1824. URL consultato il 6 gennaio 2017 (archiviato dall'url originale il 13 aprile 2013).